# Goryphus detritus
Goryphus detritus är en stekelart som beskrevs av Holmgren 1868. Goryphus detritus ingår i släktet Goryphus och familjen brokparasitsteklar. Inga underarter finns listade i Catalogue of Life.